# Paragabara
Paragabara is een geslacht van vlinders van de familie spinneruilen (Erebidae), uit de onderfamilie Calpinae.

## Soorten
- P. acygonia Hampson, 1897
- P. biundata Hampson, 1926
- P. flavomacula Oberthür, 1880
- P. ochreipennis Sugi, 1962
- P. pectinata Leech, 1900
- P. secunda Remm, 1983